# Formica dusmeti
Formica dusmeti är en myrart som beskrevs av Carlo Emery 1909. Formica dusmeti ingår i släktet Formica och familjen myror. Inga underarter finns listade i Catalogue of Life.